# Bulgária himnusza
A bolgár nemzeti himnuszt eredetileg egy Cvetan Radoszlavov (Цветан Радославов) nevű bolgár diák írta 1885-ben, amikor a szerb-bolgár háborúba vonult, bár az idők folyamán a szöveg számos átíráson esett át. Az újkori Bolgár Királyságnak ez volt az első nemzeti himnusza, később a kommunista kormány sajátjával helyettesítette azt.
A "Mila Rodino"-t 1964-ben állították vissza, szovjet mintára írt szöveggel, melyet a kommunizmus bukása után elvetettek.
Cevetan Cvetkov Radoszlavov:
| Мила родино | Mila Rodino | Drága szülőhazám |
| --- | --- | --- |
| Горда Стара планина, до ней Дунава синей, слънце Тракия огрява, над Пирина пламеней. Припев: Мила Родино, ти си земен рай, твойта хубост, твойта прелест, ах, те нямат край. Паднаха борци безчет за народа наш любим, майко, дай ни мъжка сила пътя им да продължим. | Gorda Sztara planina, do nej Dunava szinej, szlǎnce Trakija ogrijava, nad Pirina plamenej, Pripev: Mila Rodino, ti szi zemen raj, tvoica huboszt, tvoica preleszt, ah, te njamat kraj. Padnaha borci bezcset za naroda nas ljubim, majko, daj ni mǎzska szila pǎtja im da prodǎlzsim. | Balkán büszke hegyei, a Duna folyása mellett, A nap sugározza fényét rád, Trákia, a Pirin bércein át. Kórus: Drága szülőhazám, paradicsoma vagy a Földnek, szépséged és kedvességed, ó, soha nem múlnak el. Sok harcos adta életét drága nemzetünkért, Anyánk, adj nekünk erőt hogy nyomdokaikba léphessünk. |

Az utolsó versszakot hivatalos alkalmakkor elhagyják.

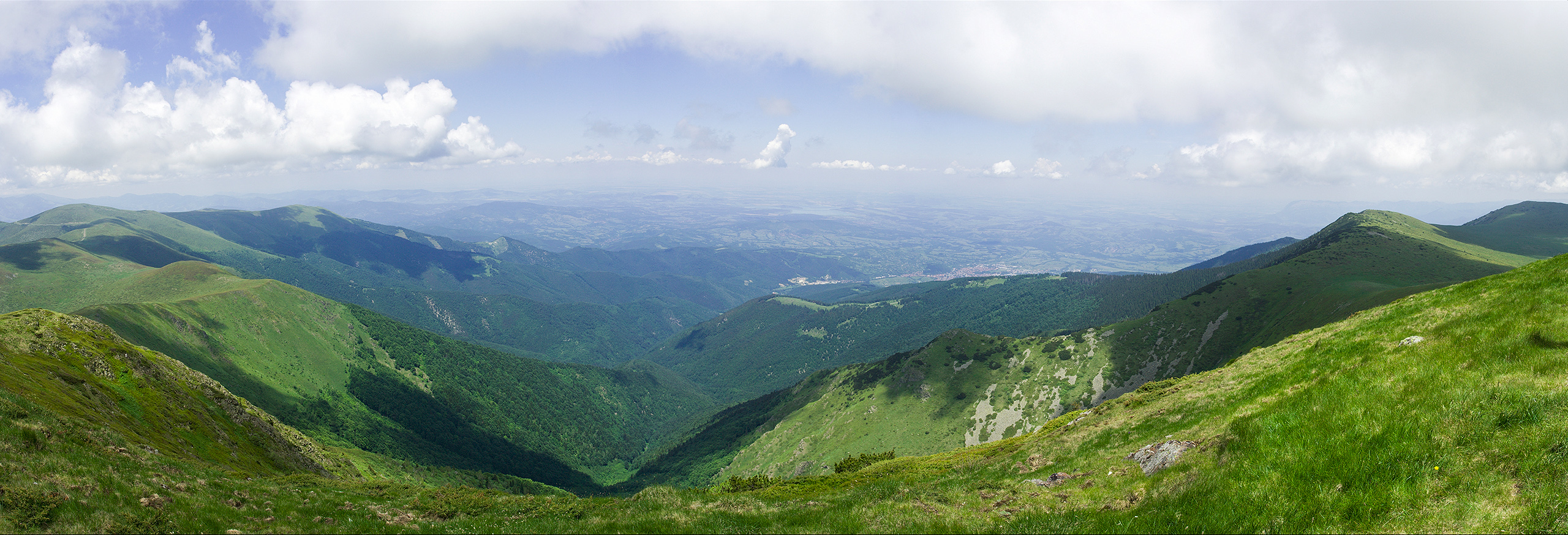
Balkán büszke hegyei,
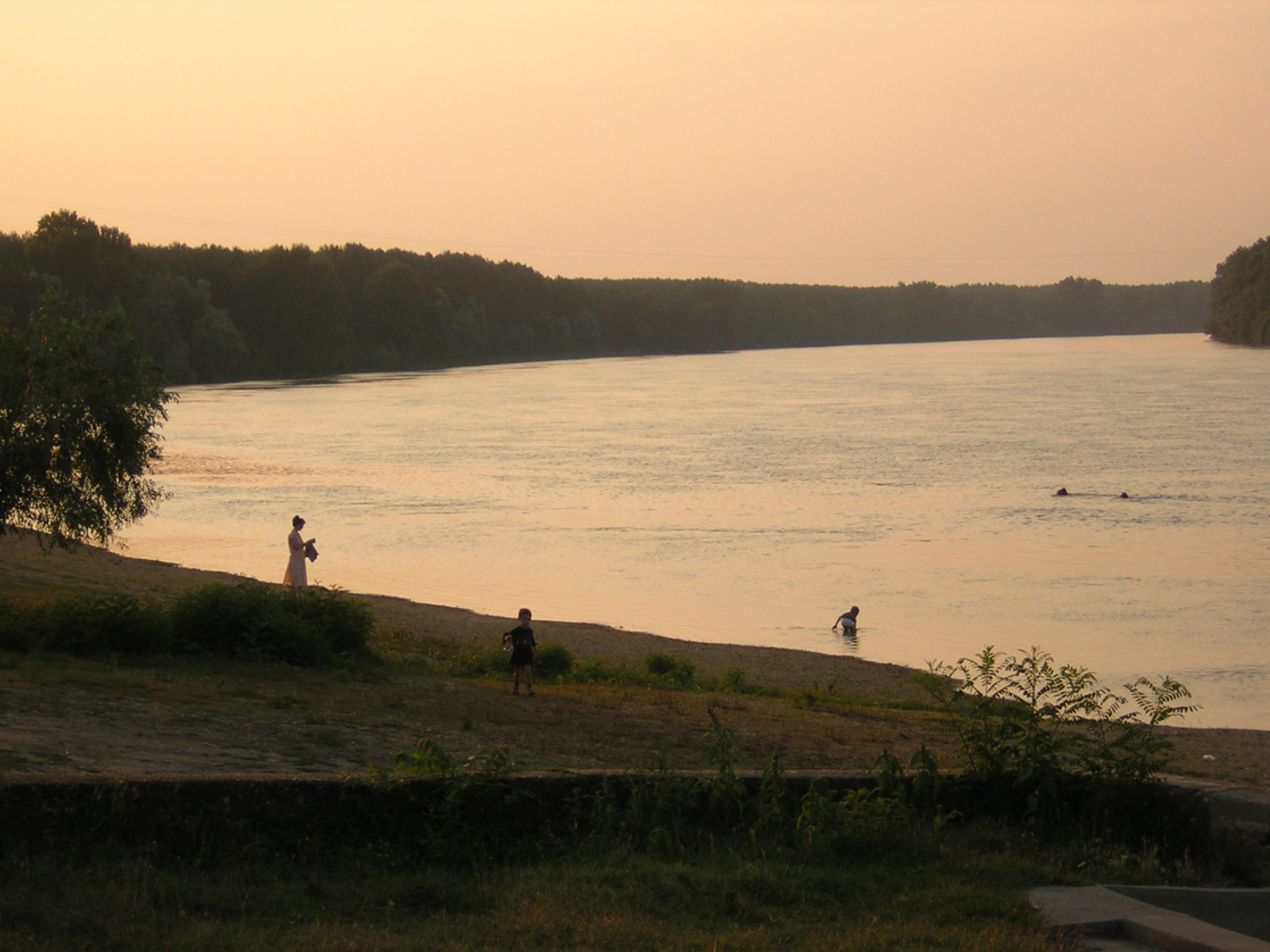
a Duna folyása mellett,
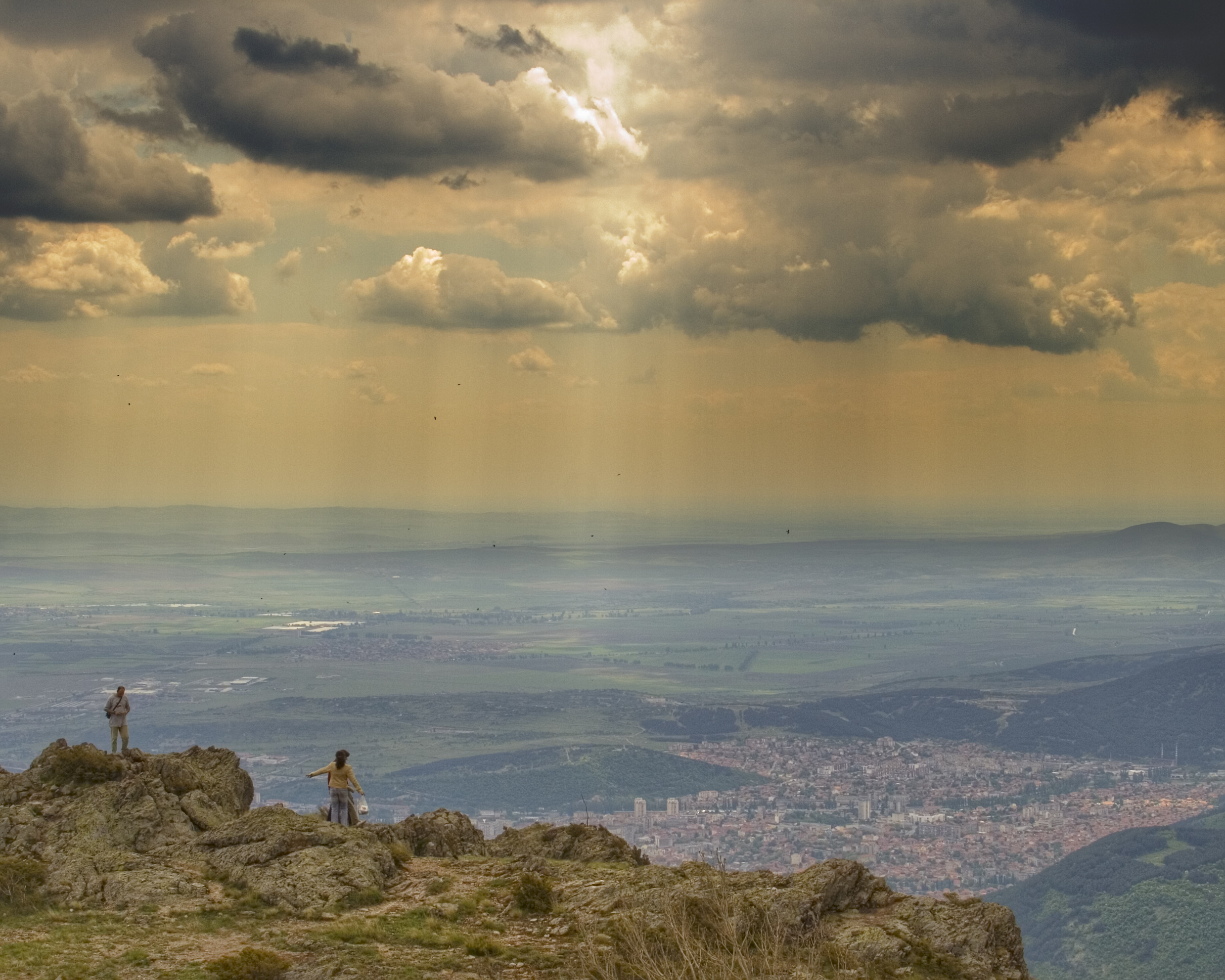
A nap sugározza fényét rád, Trákia,
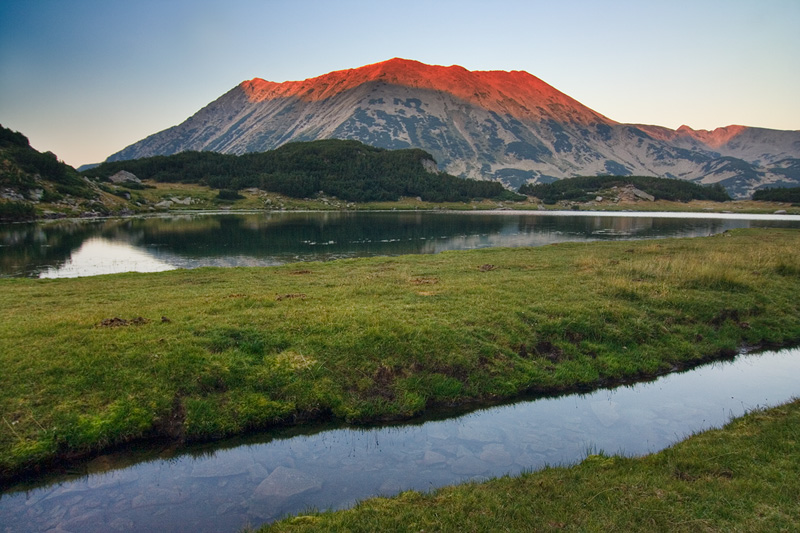
a Pirin bércein át.

## Korábbi változatok
Eredeti változat:
```
Родино мила, теб привет,                       Rodino mila, teb privet,
О, майко теб привет!                           O, majko teb privet!
Теб Българийо чада сме                         Teb Bǎlgarijo csada szme
Ти си наший дом свещен!                        Ti szi nasij dom szvesten!
```

```
fordítás: 

Drága haza, üdvözve légy,
Ó, anyánk, üdvözve légy!
Neked, Bulgáriának, gyermekei vagyunk,
Te vagy a mi szent otthonunk!
```

```
Ти си наший кът любим,                         Ti szi nasij kǎt ljubim,
Кът за щастие отреден!                         Kǎt za stasztie otreden!
Мил си край незабравим,                        Mil szi kraj nezabravim,
С чудна прелест надарен!                       Sz csudna preleszt nadaren!
```

```
fordítás:

Te vagy a mi szeretett zugunk,
A boldogságra teremtett zúg!
Kedvesek nékünk felejthetetlen tájaid,
Melyeket csodás szépséggel áldottak meg!
```

```
Как щедро, майко, е                            Kak sedro, majko, e
Земята твоя осеяна с брилянти                  Zemjata tvoja oszejana sz briljanti
Сред тях прекрасен свети                       Szred tjah prekraszen szveti
Балканът горд напет -                          Balkanǎt gord napet -
О, виж го как сияй!                            O, vizs go kak szijaj!
Ний благоговеем пред него и пеем:              Nij blagogoveem pred nego i peem:
```

```
fordítás:

Mily gazdagon van, anya, földed
Gyémántokkal teleszórva
Közöttük gyönyörűen fénylik
A büszke Balkán -
Nézd, hogy ragyog!
Tisztelgünk előtte és dalra fakadunk:
```

```
Горда ѝ Стара планина                          Gorda i sztara planina
Славна ѝ нашта твърдина                        Szlavna i nasta tvǎrdina
Тя хайдушката си песен                         Tja hajduskata szi peszen
Пей от вечни времена!                          Pej ot vecsni vremena!
```

```
fordítás:

Büszke Balkán hegység
Kitartásunk dicső
Hajdúénekeket zeng
Örök idők óta!
```

```
О, наша мила родино                            O, nasa mila rodino
Ти си земен рай                                Ti szi zemen raj
Твойта чудна хубост,                           Tvojta csudna huboszt,
Твойта дивна прелест                           Tvojta divna preleszt
Ах, те нямат край!                             Ah, te njamat kraj!
```

```
fordítás:

Ó, drága szülőhaza,
Te földi paradicsom vagy,
Csodás szépséged,
Ámulatos gyönyöröd,
Ó, végtelen!
```

```
Родино мила теб привет,                        Rodino mila teb privet,
О майко теб привет!                            O, majko teb privet!
```

```
fordítás: 

Drága haza, üdvözve légy,
Ó, anyánk, üdvözve légy!
```

Későbbi változat:
```
Горда Стара планина,                           Gorda sztara planina,
до ней север се синей.                         do nej szever sze szinej.
Слънце Витоша позлатява                        Szlǎnce Vitosa pozlatjava
към Цариград се белей.                         kǎm Carigrad sze belej.
```

```
fordítás: 

Büszke Balkán hegység,
mellette kéklik észak.
A Nap bearanyozza Vitosát
Isztambulig fénylik.
```

```
Припев:                                        Pripev:
```

```
fordítás: 

Kórus:
```

```
Мила родина,                                   Mila rodina,
ти си земен рай,                               ti szi zemen raj,
твойта хубост, твойта прелест                  tvojta huboszt, tvojta preleszt
ах, те нямат край.                             ah, te njamat kraj.
```

```
fordítás:

Ó, drága szülőhaza,
te földi paradicsom vagy,
csodás szépséged, ámulatos gyönyöröd,
ó, végtelen!
```

```
Хайде братя българи,                           Hajde bratja bǎlgari,
към Балкана да вървим.                         Kǎm Balkana da vǎrvim.
Там се готви бой юнашки,                       Tam sze gotvi boj junaski,
за свобода, правдини.                          za szvobodna, pravdini.
```

```
fordítás:

Előre, bolgár testvérek,
irány a Balkán.
Ott vitéz harc készül,
szabadságért és igazságért.
```

```
Припев……….                                     Pripev……….
```

```
fordítás: 

Kórus:
```

A mára kihagyott kommunista versszakok:
```
Паднаха борци безчет                           Padnaha borci bezcset
за народа наш любим,                           za naroda has ljubim,
Майко, дай ни мъжка сила                       Majko, daj ni mǎzska szila
пътя им да продължим.                          pǎtja im da prodǎlzsim.
```

```
fordítás:

Számtalan harcos elesett,
szeretett népünkért.
Anyánk, adj férfi erőt,
Hogy az utat folytathassuk.
```

```
Дружно братя българи,                          Druzsno bratja bǎlgari
с нас Москва е в мир и бой,                    sz nasz Moszkva e v mir i boj,
партия велика води,                            partija velika vodi,
нашият победен строй.                          nasijat pobeden sztroj.
```

```
fordítás:

Együtt bolgár testvérek,
Moszkva velünk van békében és harcban,
a hatalmas párt vezeti
győztes rendszerünket.
```